# 宮座
宮座（みやざ）とは、地域の鎮守もしくは氏神である神社の祭祀に携わる村落内の特権的な組織及びそれを構成する資格者の集団。専任の神職を持たず、宮座の構成員が年番で神主役を務める当家（とうや）制を取る。

## 概要
「宮座」という語が出現するのは近世以後なおかつ西日本を中心とした地域である（東日本では特定の「総本家」が主宰する事例が多い）が、その組織の由来は古代末期にまで遡る。このため、「宮座」の語の有無を問わず、神職を持たずに村の住人のみを構成員として祭祀を行う組織を歴史学・民俗学・宗教学などの学術研究の分野においては「宮座」と呼称している。
宮座は大きく株座と村座の2つに分けることができる。株座は名主・草分け・勧請主・社家・社人やその一族など特定の家々が世代を超えて資格を保持しておりその家系の者だけが参加できる特権的祭祀組織である。これに対して村座は基本的には一定の年齢もしくは元服などの特定の儀式を済ませた村人であれば誰でも資格を獲得し、定員がある場合でも空席が出来た場合には年齢順・儀式授与順に繰り上がって座入（加入）が許される祭祀組織である。通説では株座が先に成立してそれが開放されて村座となったとされているが、反対に村座が階層分化によって閉鎖されて株座になったとする見方もある。また、畿内には株座と村座が並存する重層構造となっている例もあった。宮座は基本的には臈次制が採用され、年齢や経験などによって若衆・中老・乙名（大人・年寄）などの区分が見られ、更に乙名の中でも総責任者である一臈（一和尚）以下二臈（二和尚）・三臈（三和尚）などの序列があった。祭事の執行にあたる神主には一臈が就任する場合と乙名の中で年番で交代する場合（一年神主・年番神主）があり、祭祀の準備の責任者となる頭屋（当屋・頭人）を年齢や家順・座入順・籤引などで決定する（神主が兼務する例もある）。頭屋は通常一軒が務めるが、同族や近所の家が助ける場合もありその場合には前者を本頭、後者を脇頭・助頭と言った。宮座の運営及び祭祀の神饌などにあてるために宮田・座田と呼ばれる特殊な田地が設定され、頭屋が清浄を重んじて下肥を用いずに耕作するなどの特殊な配慮が行われていた。また、宮座が山林を保有してその収益を運営にあてる場合もあった。
戦後には宮座に関する学術的研究が急速に進展した。代表的な研究家としては肥後和男・豊田武・原田敏明・松平斉光・高橋統一・萩原龍夫・安藤精一・薗部寿樹などが挙げられる。

## 沿革
宮座の起源を明らかにすることは困難で一説には商業における座の成立と結びつける考え方もある。有力説としては平安時代後期（11世紀）に荘園領主や荘官が在地の有力者に神事の役割を負担させた番役制・頭役制に由来すると言われている。こうした組織では神事での役割や座席の地位に従って上下関係が生み出され、座席の席が限定されることから地域外の者は勿論のこと、地域内の者に対しても排他的な組織を形成するに至った。その後、村の自治的なまとまりである惣（惣村）の形成により地縁的な性格が強化されていき、15世紀には広範な地域でみられるようになり、宮座の秩序がそのまま惣村の運営にも反映される場合も多かった。
室町時代の惣の中心となったのは名主や国人などとよばれた在地領主や上級農民であった。かれらは、村の鎮守を核にまとまり、宮座を組織して寄合をもった。寄合では、乙名・沙汰人などと呼ばれる指導者の選定や日常生活や用水、入会地の運営などについて話し合われ、惣掟の制定、裁判、自検断と称される制裁などもおこなった。
江戸時代に入ると、幕藩制の元で村切が行われて本百姓体制が確立され、宮座（座方）と村政（村方）は切り離されるようになった。また、臈次制が弱体化して家格による固定化が進行した。だが、本百姓制度が解体される江戸時代後期になるとその反動として宮座の序列を巡る座次（ざなみ）相論や座から排除された村人による加入相論などが多発した。続く明治政府の神仏分離・地租改正・国家神道導入は宮座組織に変容を与え、更に戦後の民主化や農地改革が追い討ちをかけた。もっとも、一番の打撃となったのは高度経済成長期における都市化の進行と地方における過疎化・高齢化の進行であった。こうした中でも閉鎖的な株座的な宮座を守るものも少数ながら存在するが、村座へ移行されるものや更に宮座の解体、郷土芸能・民俗芸能の「保存会」などの新たな形態の組織に転換される事例も増加している。